# Варак
Варак (Хебрејски ברק „сјај, муња“) је био јеврејски заповедник, познат по победи над Хананцима. Био је син Авиноамов из племена Нафталијевог и живео је у Кедесу Нефталимовом, граду уточишта Левита. Његов живот описан је у петом поглављу Књиге о судијама (1200. п.н.е.)
Према Библији, Јавин, краљ Асора, који је владао у Хазору, тада је силно тлачио Израелце, потом се народ покајао, а по Божијој заповести је устала пророчица Дебора. Живела је под палмом на гори Јефремовој близу Јерусалима. Позвавши Варака к себи и наредивши му да оде на гору Тавор са десет хиљада војника изабраних из племена Нафталијевог и Завулоновог, обећала је да ће предати Сисеру, заповедника Јавина, у његове руке. Варак је поставио услов да га Дебора прати у бици и они су се састали код Кедеша. Тада је Варак, сакупивши 10.000 војника, изненада напао Сисерину војску и потпуно га поразио. Победнички Израелци су прогонили бежећег непријатеља до Харашев-Гоима. Сисар је покушао да се сакрије у кући Јаиле, жене Хеберове, али га је затекавши заспалог у храму насмрт ударио колцем и чекићем. Ова победа је опевана песмама благодарности Дебори и Вараку (Суд. 5). Варак је тада сломио Јавинову моћ и окончао двадесетогодишње угњетавање Израелаца.
Варак је један од израелских сведока вере коју спомиње апостол Павле својој Посланици Јеврејима (Јевр. 11:32).